# Half Dome
Half Dome je skalní útvar a vrchol, který se nachází v Yosemitském národním parku v údolí Yosemite Valley. Hřeben vrcholu se v nejvyšší části tyčí 1444 m nad dnem údolí. Je pravděpodobně nejznámějším vrcholem v národním parku. Jeho poloviční profil vznikl činností ledovce.
Do 70. let 19. století byl vrchol považován za nedostupný. Jako první na vrchol vystoupil George G. Anderson v roce 1875. Dnes je vrchol dostupný po zajištěné cestě a navštěvují ho tisíce turistů, což spolu se stoupajícím zájmem z řad široké veřejnosti mnohdy výstup značně komplikuje, zejména v hlavní turistické sezóně. Half Dome je též význačnou horolezeckou lokalitou s řadou registrovaných lezeckých cest.

## Galerie

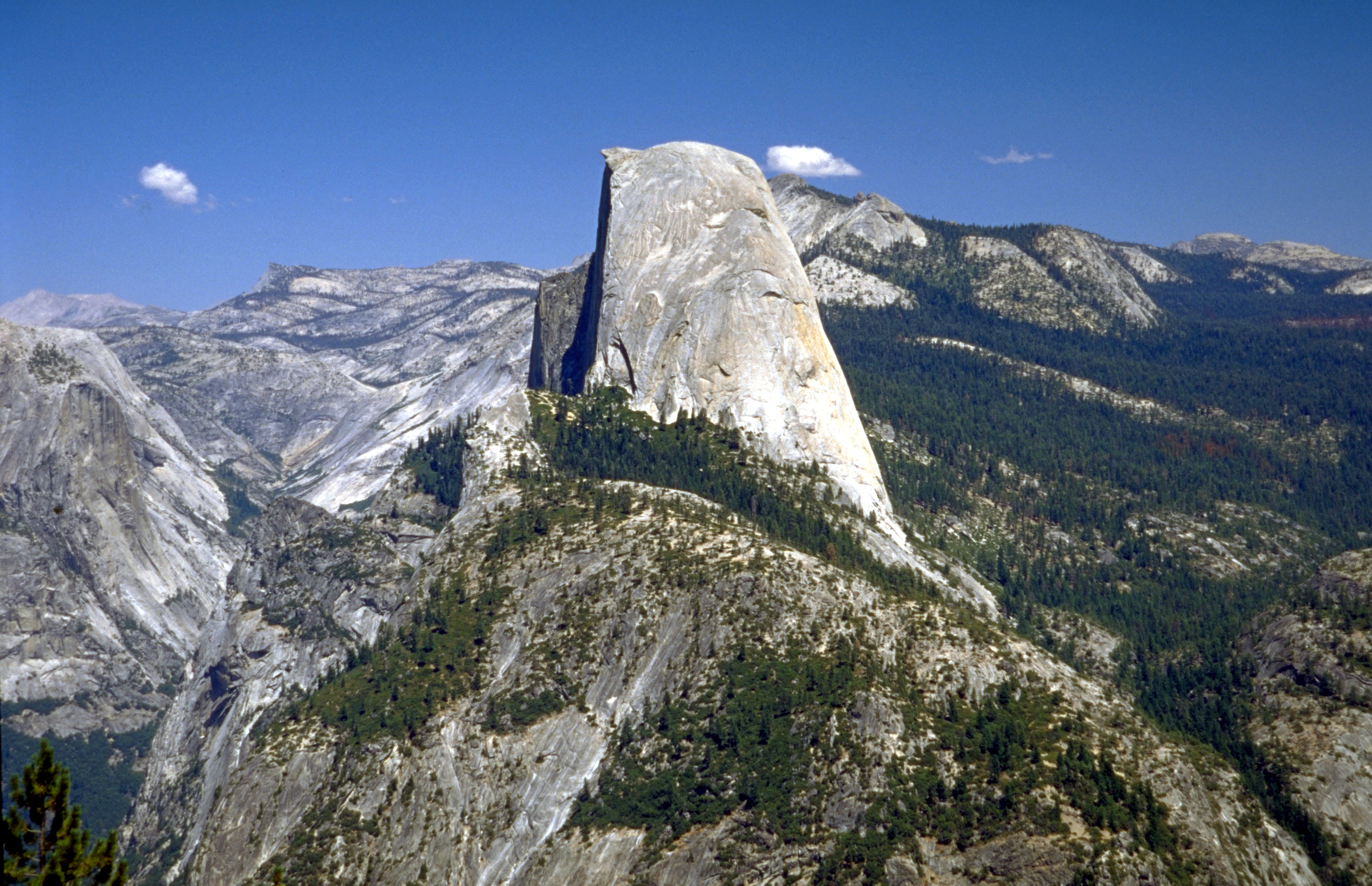
Pohled na profil Half Dome z Glacier Point
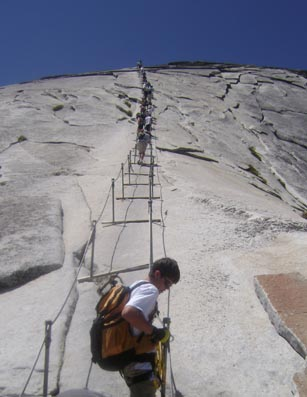
Zajištěná cesta na vrchol
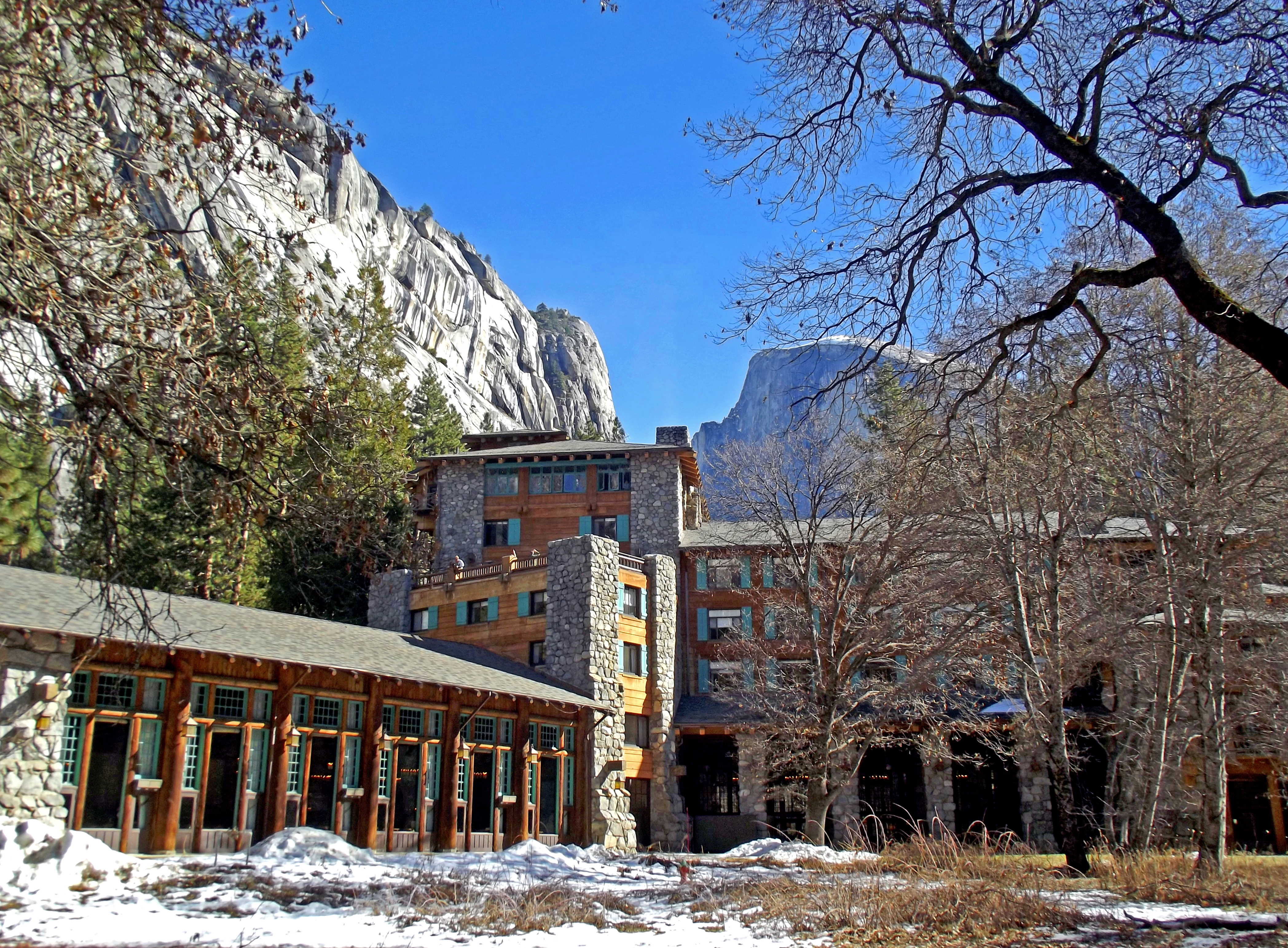
Hotel Ahwahnee v Yosemitském údolí
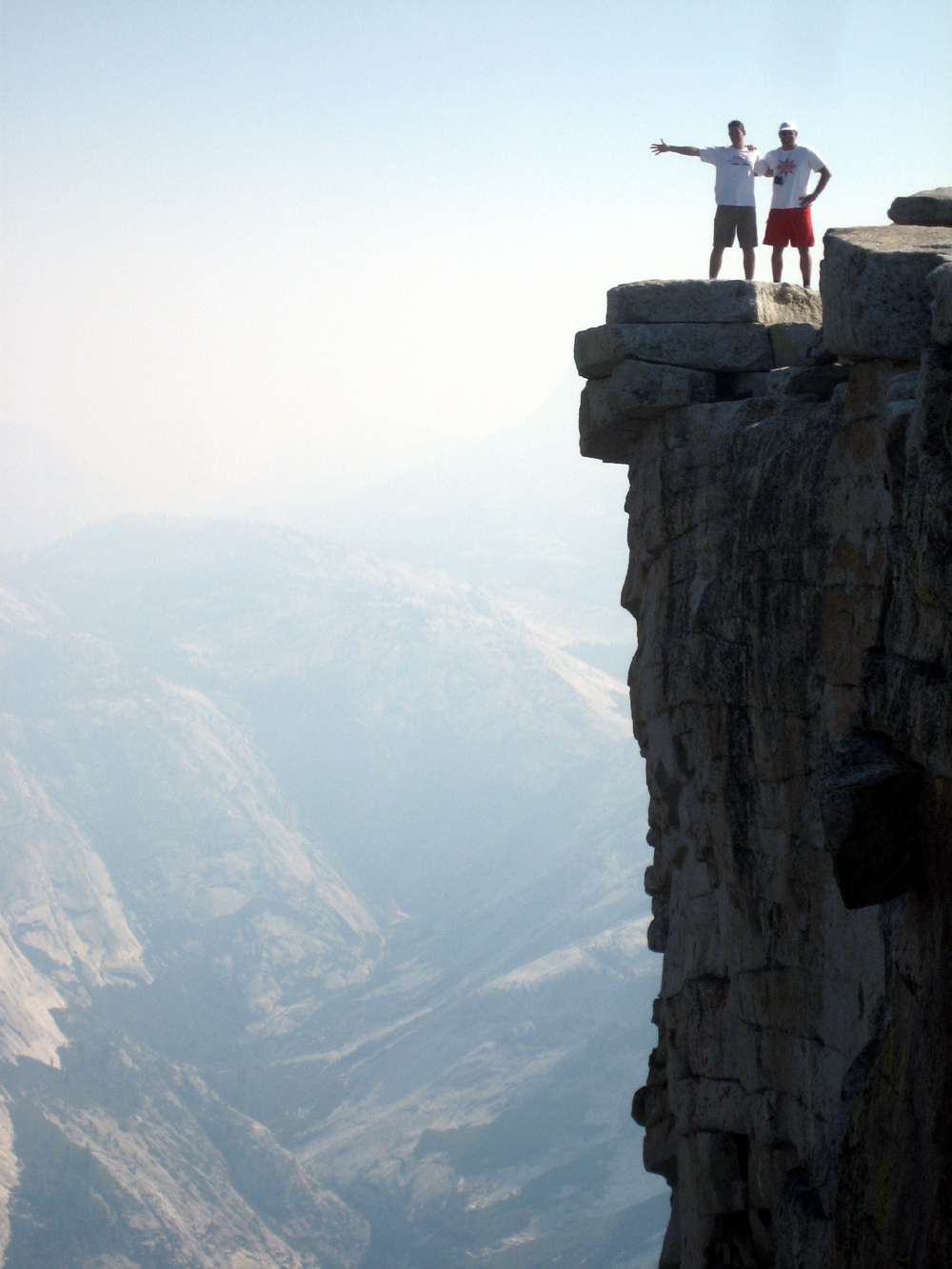
Vyhlídka na vrcholu
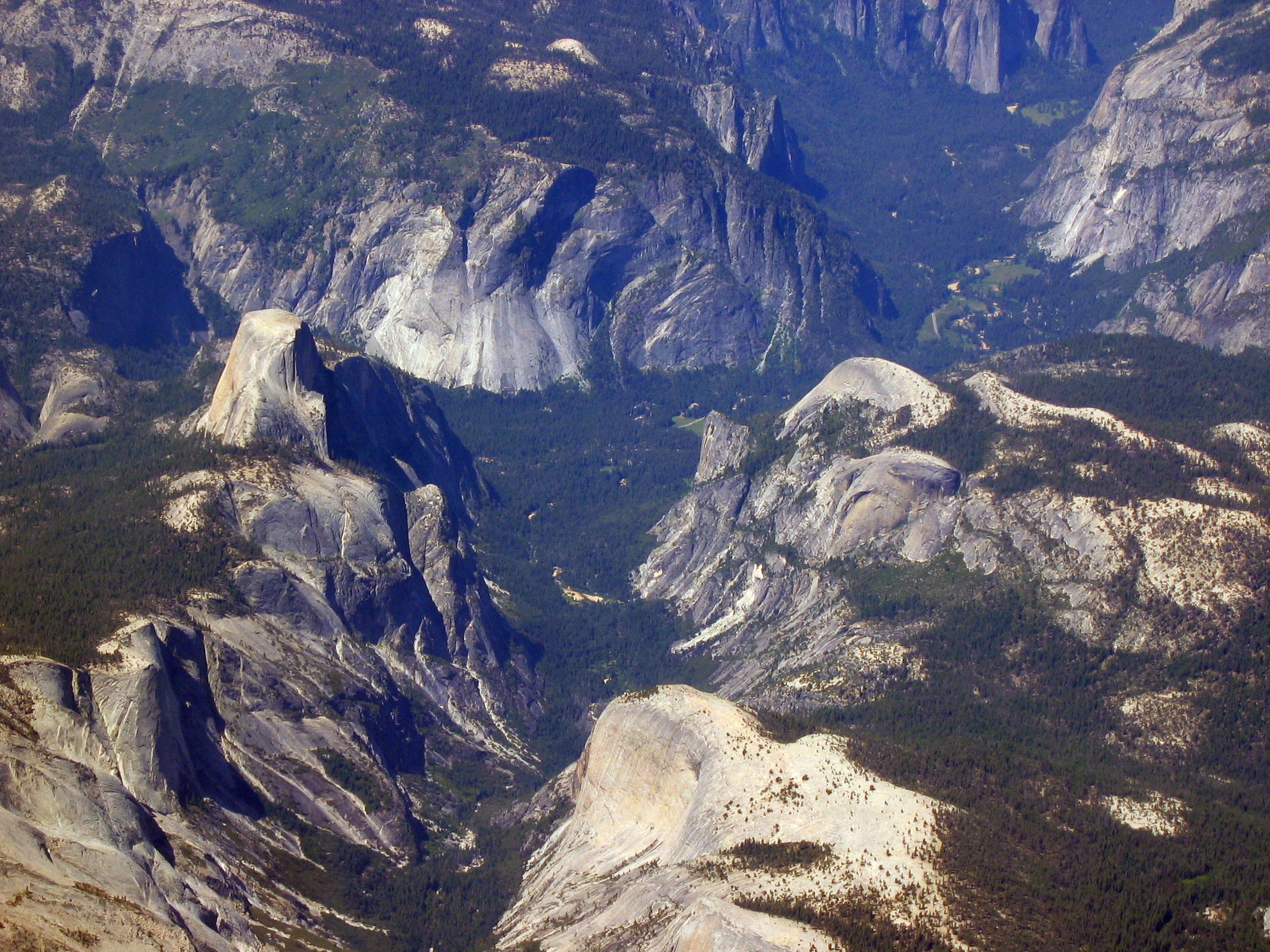
Half Dome vlevo na leteckém snímku